# ماريو أرنالدو غوميز
ماريو أرنالدو غوميز (بالإسبانية: Mario Arnaldo Gómez)‏ (12 أغسطس 1981 في هندوراس - ) هو مدرب كرة قدم ولاعب كرة قدم هندوراسي في مركز الوسط. شارك مع منتخب هندوراس لكرة القدم. أما مع النوادي، فقد لعب مع نادي موتاجوا ‏ ونادي بيدا ونادي فيكتوريا وNew Jersey Stallions ‏.

## وصلات خارجية
- ماريو أرنالدو غوميز على موقع قاعدة بيانات كرة القدم.إي يو (الإنجليزية)
- ماريو أرنالدو غوميز على موقع ناشيونال فوتبول تيمز (الإنجليزية)